# Arlequin poli par l'amour
Arlequin poli par l’amour est une comédie en un acte et en prose de Marivaux représentée pour la première fois par les Comédiens italiens, le 16 juillet 1720.
Arlequin poli par l’amour met en scène une fée éprise d’Arlequin, que la nature a fait si beau qu’elle s’est trouvée épuisée quand il a fallu lui donner une âme. Elle cherche à lui donner de l’esprit et, en définitive, travaille pour une autre.

## Personnages
- La Fée
- Trivelin, domestique de la fée.
- Arlequin, jeune homme enlevé par la fée, aussi l'esclave de Trivelin.
- Silvia, bergère, amante d’Arlequin.
- Un Berger, amoureux de Silvia.
- Autre Bergère, cousine de Silvia.
- Troupe de danseurs et chanteurs.
- Troupe de lutins.

## L’intrigue
Scène 1 : Une fée a fait enlever Arlequin car elle est tombée amoureuse de ce personnage; elle discute à propos d’Arlequin avec son domestique Trivelin. Elle doit épouser Merlin le grand enchanteur mais elle ne veut en aucun cas l’épouser car elle aime Arlequin.
Scène 2 : La fée propose sa bague à Arlequin en signe de son amour ; celui-ci refuse puis finit par accepter. Il doit baiser sa propre main en signe de politesse mais il ignore cela. La fée est amusée et à la fois agacée qu'Arlequin soit ignorant et comique.
Le maître à danser d’Arlequin lui apprend à faire la révérence. Arlequin rit. 
Scène 3 : Une troupe de chanteurs et danseurs arrivent pour divertir Arlequin. L'une des chanteuses sous-entend dans son chant que la fée est amoureuse de lui.
Arlequin ressent simplement de l’appétit après avoir écouté ces chansons.
Arlequin sort pour aller manger.
Scène 4 : Silvia et le Berger. Silvia une jeune bergère rencontre un berger qui lui déclare qu’il l’aime; elle lui fait comprendre qu’elle ne l’aime point et qu’elle le détesterait même s'il continuait de la harceler. Le berger lui demande en guise d’amour de lui baiser sa main, Silvia refuse car c’est impoli de sa part.
Scène 5 : Silvia arrive, elle se plaint du berger à voix haute puis elle croise Arlequin.
Arlequin joue au volant, il laisse tomber son volant aux pieds de Silvia.
Lorsqu’il voit Silvia il est tout étonné, tout son corps est pris par des violentes secousses.
Ils tombent amoureux après une longue mise à distance de Silvia vis-à-vis d’Arlequin car elle ne le connaît point.
Arlequin flatte Silvia sur sa beauté, Silvia a peur que la fée retienne davantage l’attention d’Arlequin car elle est plus belle qu’elle et elle a peur qu'à la suite de cela leur amitié disparaisse.
Elle laisse tomber son mouchoir de cou et Arlequin le ramasse pour le lui redonner mais il décide finalement de le garder pour qu’il lui rappelle Silvia et lui tienne compagnie.
Arlequin la salue et se retire tout comme Silvia d’ailleurs.
Scène 6 : La fée est avec Trivelin, ils discutent tous deux d’Arlequin.
La fée s’inquiète du lieu où peut être Arlequin.
Scène 7 : Arlequin arrive avec le mouchoir de Silvia qu’il frotte délicatement sur son visage.
La fée s’imagine que le mouchoir qu’Arlequin a trouvé est le sien.
La fée remarque qu’il a changé de manières, il est plus instruit et civilisé.
La fée décide de suivre Arlequin car elle a compris que le mouchoir n’est pas le sien.
La fée parle à Trivelin de ce qu’elle a appris. Silvia parle avec une cousine de sa rencontre avec Arlequin.
Silvia et Arlequin se rencontrent à nouveau et se prennent dans les bras, la fée les surprend et folle de jalousie décide de les enlever tous les deux, elle jette un sort à Silvia pour la paralyser et oblige Arlequin à la suivre.
Silvia est enlevé par des lutins; la fée l’oblige à dire que c’était juste un jeu avec Arlequin et qu’elle va se marier avec le berger. Elle doit mentir dans son propre intérêt car elle est menacée tout comme Arlequin par la fée si elle ne lui obéit pas.
La fée dit à Arlequin que Silvia a menti, qu’elle a joué avec ses sentiments, qu’elle ne l’aimait pas. Arlequin est triste mais il est perplexe car il se méfie de la fée et décide de contrer la fée lorsque cette dernière lui dit qu’elle va les espionner lors de leur confrontation. Il lui fait promettre qu’elle ne sera pas présente lors de sa confrontation avec Silvia.
La fée accepte mais dès qu’Arlequin est parti convoque Trivelin pour lui confier une mission de la plus haute importance. Il doit espionner Silvia et Arlequin tout en étant invisible et rapporter à la fée tout ce dont ils ont parlé.
La fée lui confie sa bague qui rend invisible et Trivelin exécute ses ordres.
Lors de la confrontation Silvia qui pleurait est contrainte de s’arrêter et de convaincre Arlequin qu’elle ne l’aime point en lui déclarant qu’elle a joué avec ses sentiments et qu’elle va se fiancer au berger exactement comme la fée lui a demandé. Arlequin qui entend cela tente de se tuer en se transperçant le ventre avec un couteau. Voyant cela Silvia décide de lui avouer la vérité et réclame la pitié de la fée. Trivelin apparaît à ce moment et convaincu de l’amour que se portent Silvia et Arlequin décide de ne pas aider la fée sur cette mission là. 

Il décide de déjouer les plans de la fée en disant à Arlequin et Silvia qu’ils doivent faire semblant d’être fâchés et Arlequin doit user de flatteries pour charmer la fée et pouvoir ainsi lui subtiliser sa baguette, car sans elle selon Trivelin la fée est impuissante et ne pourra rien faire contre Silvia et Arlequin.
Il réussit; la fée ayant compris mais trop tard qu’Arlequin ne l’aime point, elle se retrouve sans sa baguette et sans pouvoir.
Dès qu’il a la baguette, des lutins et des esprits viennent vers lui.
Silvia effrayée demande à Arlequin de les renvoyer or ils sont là car Silvia est désormais leur nouvelle reine.
Lorsqu’il comprend tout cela il décide de se venger de tous les serviteurs de la fée en les rossant jusqu’à Trivelin même.
Au moment où il veut frapper la fée, Silvia l’arrête, prise de compassion et de pitié. La fée leur lance des regards furieux car elle a été piégée. Arlequin décide finalement de lui pardonner et décide de faire une grande cérémonie en l’honneur de Silvia et le sien avec de la danse et en chantant.

## Bibliographie

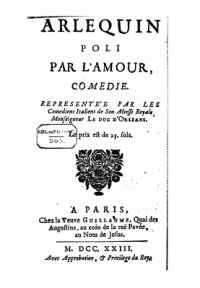
Page de titre de l’édition de 1723.

## Source
- Jean Fleury, Marivaux et le marivaudage, Paris, Plon, 1881, p. 66-8